# Mondion
Mondion ist eine französische Gemeinde mit 118 Einwohnern (Stand: 1. Januar 2022) im Département Vienne in der Region Nouvelle-Aquitaine (vor 2016 Poitou-Charentes); sie gehört zum Arrondissement Châtellerault und zum Kanton Châtellerault-2 (bis 2015 Kanton Saint-Gervais-les-Trois-Clochers).

## Geographie
Mondion liegt etwa 47 Kilometer nordnordöstlich von Poitiers. Umgeben wird Mondion von den Nachbargemeinden Marigny-Marmande im Norden, Vellèches im Osten, Leigné-sur-Usseau im Süden, Saint-Gervais-les-Trois-Clochers im Südwesten sowie Jaulnay im Westen und Nordwesten.

## Bevölkerungsentwicklung
| Jahr                      | 1962 | 1968 | 1975 | 1982 | 1990 | 1999 | 2006 | 2013 |
| ------------------------- | ---- | ---- | ---- | ---- | ---- | ---- | ---- | ---- |
| Einwohner                 | 178  | 142  | 124  | 123  | 132  | 149  | 137  | 106  |
| Quelle: Cassini und INSEE |      |      |      |      |      |      |      |      |

## Sehenswürdigkeiten
- Kirche
- Schloss Mondion aus dem 17. Jahrhundert, Monument historique seit 1969